# Sanger (Califórnia)
Sanger é uma cidade localizada no estado norte-americano da Califórnia, no condado de Fresno. Foi incorporada em 9 de maio de 1911.

## Geografia
De acordo com o United States Census Bureau, a cidade tem uma área de 14,3 km², onde todos os 14,3 km² estão cobertos por terra.

## Demografia
Segundo o censo nacional de 2010, a sua população é de 24 270 habitantes e sua densidade populacional é de 1 697,59 hab/km². Possui 7 104 residências, que resulta em uma densidade de 496,90 residências/km².

## Marco histórico
Sanger possui apenas uma entrada no Registro Nacional de Lugares Históricos, a Stoner House.